# Oerlikon KCA
El Oerlikon KCA es un cañón revólver suizo diseñado para uso en aeronaves. Su uso más notable fue en el caza Saab 37 Viggen. El KCA dispara el cartucho 30 x 173, cuyo proyectil es un 50% más pesado que el del cartucho estándar de la OTAN utilizado en los cañones ADEN y DEFA. Tiene una cadencia de hasta 1.350 disparos por minuto, con una velocidad de salida de 1.030 m/s y un alcance efectivo de 2.500 m. 